# Cantón de Habsheim
El cantón de Habsheim era una división administrativa francesa, que estaba situada en el departamento de Alto Rin y la región de Alsacia.

## Composición
El cantón estaba formado por cinco comunas:
- Eschentzwiller
- Habsheim
- Riedisheim
- Rixheim
- Zimmersheim

## Supresión del cantón de Habsheim
En aplicación del Decreto n.º 2014-207 de 21 de febrero de 2014, el cantón de Habsheim fue suprimido el 22 de marzo de 2015 y sus 5 comunas pasaron a formar parte, tres del nuevo cantón de Rixheim y dos del nuevo cantón de Brunstatt.